# فهرست تجهیزات و لوازم پزشکی
فهرستی از دستگاه‌ها و تجهیزات پزشکی:

## وسایل معاینه
- دستگاه فشارسنج
- دماسنج طبی
- گوشی پزشکی
- چراغ قوه
- آبسلانگ
- افتالموسکوپ
- اتوسکوپ
- رتینوسکوپ
- ترازو

## وسایل عمومی
- برانکارد
- دستگاه اتوکلاو
- دستگاه فور
- پنبه
- الکل
- صندلی تابوره
- میز ترالی
- رنه فرم (قلوه‌ای)

## وسایل زنان و زایمان
- اسپکولوم
- سونوکیت
- سوآپ پنبه ای
- ژل اولتراسونیک
- اسپاچولا

## تجهیزات تشخیصی
- اسپیرومتر
- الکتروانسفالوگرام
- تجهیزات فراصوتی (اولتراسونیک) (در پرتونگاری)
- تجهیزات پرتوپزشکی
- تجهیزات پزشکی هسته‌ای
- شنوایی‌سنج (ادیومتر)
- الکتروکاردیوگرام
- سی تی اسکن
- درون بین
- رکتوسیگموئیدوسکوپ
- ثبت نوار عصب و عضله
- ام آر آی

## تجهیزات درمانی
- سرنگ
- سرسوزن
- سوزن گیر
- لیزر کم توان
- دستگاه ساکشن
- آنژیوکت
- اسکالپ وین
- گالی پاد
- پنست
- باند گچی
- آتل
- باندها
- ست سرم
- پایه سرم
- چسب
- سوند ادراری
- دستگاه اکسیژن‌ساز

## تجهیزات آزمایشگاهی
- هود میکروبیولوژی
- انکوباتور کشت باکتری‌شناسی
- بن ماری آزمایشگاهی
- دستگاه آنالیزور
- فلیم فتومتر
- الکترولیت آنالایزر
- دستگاه تجزیه مواد شیمیایی خون
- دستگاه سانتریفوژ ۴۸ شاخه
- دستگاه شمارنده گلبول‌های خون و سلول آزمایشگاهی
- دستگاه فوتومتر (طیف‌سنج مواد متشکله خون)
- اتوآنالایزر
- میز مخصوص آزمایشگاه
- کیت‌های آزمایشگاهی تشخیص طبی

## تجهیزاتاتاق عمل
- گازهای بیهوشی
- دستگاه ساکشن (مکش)
- الکتروکوتر
- گان جراحی و لباس اتاق عمل
- شان‌ها
- تورنیکه
- کاپنوگراف
- مانیتور
- کلمپ‌ها یا نگهدارنده‌ها
- میز مایو
- صندلی تابوره
- اکارتورها یا رترکتورها
- جداکننده‌های بافتی یا دایسکتورها
- ماسک جراحی
- دستکش جراحی

## تجهیزات بخشها
- سردخانه و تجهیزات سرمایشی
- مونیتور علائم حیاتی
- چراغ سیالکتیک
- پالس اکسیمتر
- الکتروکاردیوگرام
- دفیبریلاتور
- دستگاه تنفس مصنوعی (ونتیلاتور)
- لارنگوسکوپ
- آمبوبگ
- لوله تراشه
- تجهیزاتسنگ‌شکن
- اکسیژناسیون غشایی برون پیکری
- اکسیژن‌ساز

## دندانپزشکی
- آینهٔ دندانپزشکی
- آنگل
- توربین دندانپزشکی
- جرم‌گیر دندان
- فورسپس
- دستگاه مکش (ساکشن) دندانپزشکی
- تابوره
- یونیت دندان پزشکی
- فرز
- آمالگاماتور
- لایت کیور
- اتوکلاو
- فرز توربین
- فرز آنگل
- اسیداچ
- باندینگ
- ماسک
- دستکش
- مایع ضدعفونی سطوح و مایع ضدعفونی ابزار
- روکش موقت
- آکریل
- ماده قالبگیری
- شیلدهای محافظ
- پیشبند و روکش یونیت
- میکرو براش
- تیغ جراحی
- خون بند
- سرساکشن

## طبقه‌بندی نشده
- بیمارستان سیار
- فیلتر هِپا
- دستگاه نور ماوراء بنفش
- صندلی‌های طبی
- گازهای طبی
- اندام‌های مصنوعی بدن (توانبخشی)
- ارتوز و پروتز صورت
- تشک طبی
- فتق‌بند (ارتوپدی و توانبخشی)
- کفش‌های ارتوپدی
- کمربند طبی
- لنزهای طبی
- مانیتورینگ
- دستگاه تست ورزش
- دستگاه تست قند خون (گلوکومتر)
- | - ن - ب - و ابزار آزمایشگاهی               | - ن - ب - و ابزار آزمایشگاهی                                                                                                                                                                                                                                                                                                                                                   |
| ------------------------------------------ | --- |
| شیشه‌ای                                     | بشِر • قیف بوخنر • بورت • مبرد • گیلاس مدرج • محل نمونه • دسیکاتور • قطره‌چکان • گُنج‌سنج • سرنگ گاز • استوانه مدرج • پیپت • پتری دیش • غلظت‌سنج • قیف جداکننده • دستگاه استخراج سوکسله • شیشه ساعت \| بالن‌ها \| بوخنر • ارلن • فلورانس • قرع • بالن ته گرد • اشلنک • بالن حجمی \| \| لوله‌ها \| لوله جوش • ان‌ام‌ار • لوله آزمایش • لوله تیل • Thistle \|                             |
| غیره                                       | ظرف آگار • آسپیراتور • اتوکلاو • چراغ بونزن • کالریمتر • کموستات • Class II cabinet • کلنی‌شمار • رنگ‌سنج • سانتریفوژ آزمایشگاهی • بوته چینی • هود • گلاو باکس • همگن‌ساز • فور • انکوباتور • هود لمینار • همزن مغناطیسی • میکروسکوپ • پلیت میکروتیتر • پلیت ریدر • طیف‌سنج نوری • همزن استاتیک • همزن مغناطیسی • میله هم‌زن • قاشقک • دماسنج • مخلوط‌کن گردبادی • آب‌فشان • سپر صورت |
| همچنین ببینید: فهرست تجهیزات و لوازم پزشکی | |
| بالن‌ها                                     | بوخنر • ارلن • فلورانس • قرع • بالن ته گرد • اشلنک • بالن حجمی |
| لوله‌ها                                     | لوله جوش • ان‌ام‌ار • لوله آزمایش • لوله تیل • Thistle |